# Billy Walker (voetballer)
William ("Billy") Henry Walker  (Wednesbury (Staffordshire), 29 oktober 1897 – Sheffield, 28 november 1964) was een belangrijke Engelse voetballer uit de jaren twintig en dertig.
Zijn gehele voetbalcarrière speelde hij bij de voetbalclub Aston Villa FC (1919-1934). Hij staat te boek als degene die voor deze club de meeste doelpunten heeft gescoord.
Van 1939 tot 1960 was hij voetbalcoach bij Nottingham Forest FC. Hij wist deze voetbalclub in 1956-1957 naar de eerste divisie te leiden en in 1959 behaalde de club onder zijn leiding de eerste plaats in de FA Cup, het belangrijkste voetbalbekertoernooi in Engeland.